# Fantastic Children
Fantastic Children (ファンタジックチルドレン Fantajikku Chirudoren?) es una serie de animación japonesa para la televisión dirigida por Takashi Nakamura y producida por Nippon Animation. El anime ha sido doblado al inglés, coreano, francés y tagalo. Se transmitió en México subtitulado en español por medio de la cadena Canal 22.
En general el anime ha sido elogiado por su historia y el desarrollo de su trama.

## Argumento
La historia se desarrolla a lo largo de varios años. Comienza con un hombre grabando en un cilindro de fonógrafo sobre un grupo niños de capas negras, a los cuales llama “los Niños de Befort”, los cuales (según dice) mueren y reviven costando la vida de los niños a los que reemplazan. La siguiente escena es en 1853, en Holanda, donde un niño sufre una serie de ataques de pánico y posteriormente se da cuenta de que forma parte de los llamados “los Niños de Befort”. El niño se ve con sus compañeros para decirles que los abandonará, que decide simplemente seguir viviendo como cualquier otra persona.
Posteriormente se muestra cómo los Niños de Befort pierden a otro integrante, en 1901, cuando encuentran a una mujer llamada Serafine, quien acaba de fallecer. A la habitación llega un grupo de hombres vestidos de negro y con gafas oscuras, quienes capturan a la integrante del grupo, mientras que el resto escapa.
Finalmente el episodio cambia al año 2012, donde una niña de nombre Helga ha escapado de un orfanato y se encuentra con Thoma, un chico de su misma edad. Al igual que Helga, un niño llamado Chitto ha escapado del mismo orfanato y los tres deberán encontrar el sitio al que Helga desea ir, con una dibujo que ella realizó como única pista. Al mismo tiempo, los niños de Befort han reencarnado para encontrar a quien hace esos mismos dibujos.

## Personajes
Thoma
Seiyū: Junko Minagawa

El sol, la luna y la torre de purificación, el cual siempre dibuja Helga.

Es uno de los protagonistas de la serie. Es un niño de once años de edad, el cual vive con sus padres. En la serie en ningún momento se le ve acudiendo a la escuela. Un día se encuentra con Helga y posteriormente con Chitto, se entera de que ella busca el lugar de sus sueños y decide acompañarlos en su viaje.
Helga
Seiyū: Shiho Kawaragi
Protagonista femenina de la serie, es una chica de once años de edad. Huérfana se ha hecho amiga de un niño de nombre Chitto. Un día ellos deciden escapar del orfanato y buscar el sitio de los sueños de ella, aunque la única pista que tienen es un paisaje desconocido que ella siempre dibuja. Al encontrarse con los niños de Befort, Helga descubre que el paisaje es de un planeta llamado Greecia y que ella lo dibuja debido a que en una vida pasada ella era la princesa Tina.
Chitto
Seiyū: Kei Kobayashi
Personaje secundario de la serie, es un niño de menor edad que Helga y fiel amigo de ella.
Dumas
Seiyū: Eiji Hanawa
Antagonista de la serie, persigue a los niños de Befort y en una ocasión captura a Mel, uno de sus integrantes. Forma una alianza con la profesora Gherta y la ayuda para desarrollar el viaje entre dimensiones. Se hace llamar Demian frente a la profesora y el resto del grupo de Ged. Igual que los niños de Befort es un greeciano.
Gherta Hawksbee
Seiyū: Yuki Kaida
En la serie, uno de los integrantes del grupo de Ged resalta. Este personaje es conocido como la profesora Gherta, quien con ayuda de Demian (realmente Dumas) realiza investigaciones para el viaje entre dimensiones.
Cooks
Seiyū: Shinpachi Tsuji
Un detective llamado Cooks sigue una serie de niños desaparecidos que resultan ser reencarnaciones de los niños de Befort. Así se ve relacionado primero con los niños y después con el Fragmento, que ellos mismos dejaron atrás en uno de sus procesos para reencarnar y más tarde con el grupo de Ged. Pocas veces interactúa realmente con el resto de los personajes y pareciera tener más el papel de aclarar las dudas en anime. Siempre le acompaña una mujer de nombre Alice Holingworth.
Los niños de Befort
Son un grupo de siete jóvenes integrado por Aghi, Hasmodye, Hesma, Mel, Palza, Soreto y Tarlant. En la serie todos ellos son originarios del planeta Geecia, y tienen la misión de encontrar a la princesa Tina, por lo cual reencarnan con ayuda de la tecnología creada por ellos mismos.
El grupo de Ged
Dentro de la trama del anime hay un conjunto de científicos que experimentan con dimensiones paralelas, basándose en el Fragmento que dejaron atrás los niños de Befort mientras desaparecían de una vida para reencarnar en otra. Este grupo de científicos es llamado “el grupo de Ged”, el cual realiza investigaciones con personas sobre el paso a estas dimensiones.

## Lista de episodios
Fantastic Children consta de 24 episodios, cada uno de 24 minutos, a lo largo de los cuales Helga, Thoma y Chitto viajan para descubrir el sitio al que desea ir ella. También vemos a los niños de Befort buscando a Helga, la autora de una singular pintura. Finalmente se pueden ver otra serie de episodios que son una serie de recuerdos del planeta Greecia y vidas pasadas, por parte tanto de Helga como de los niños de Befort.

## Adaptaciones

### Manga
Una versión en manga fue publicada por Media Factory de 2004 a 2005 bajo el nombre de Fantastic Children: Tokei Jikake no Tabibito-tachi (ファンタジックチルドレン 時計じかけの旅人たち?), el cual fue ilustrado por Masakazu Miyano. Fue publicado en 2 tomos:

### Videojuego
El 19 de mayo de 2005 salió a la venta un videojuego basado en el anime de Fantastic Children, por Bandai y desarrollado por Inti Creates, para Game Boy Advance.

## Banda sonora
La banda sonora de apertura y cierre ha sido apreciada especialmente, principalmente por los instrumentos que denotan sentimientos y emociones. Aunque los sonindos naturales durante el anime muestran sus defectos hay ocasiones en las que impresionan, tomando como ejemplo en el episodio 2 una gota de agua que, dentro de una vía subterránea, da una tensión acorde a la situación.
Tema de apertura:
- Voyage por Inori

Temas de cierre:
- Mizu no Madoromi (水のまどろみ?) por Origa.
- Miwaku no la vie en rose (魅惑のラヴィアンローズ?) por Mika (episodio 5).
- Mizu no Madaromi (versión rusa) por Origa (episodios del 16 al 18).
- Voyage (versión completa) por Inori (episodio 26).

### Fantastic Children - A Gift from Greecia
Un soundtrack fue lanzado el 14 de marzo de 2006, con el título en la portada Fantastic Children - A Gift from Greecia. Consta de 27 pistas de audio e incluye un folleto con letras de las canciones y un cronograma de la serie.